# Yoan Makoundou
Yoan Maurice Junior Makoundou, né le 9 août 2000 à Melun en Seine-et-Marne, est un joueur français de basket-ball évoluant au poste d'ailier fort.

## Biographie

### Carrière en club

#### Cholet Basket (2017-2022)
Makoundou arrive en 2017 à Cholet. Il signe son premier contrat professionnel le 10 juillet 2020 pour une durée de trois saisons. Pendant la saison 2020-2021, il est nommé meilleur espoir de la Ligue des champions et tourne à 10,4 points et 5,2 rebonds de moyenne dans cette compétition,.
Il se présente pour la draft 2022 mais n'est pas sélectionné,.

#### AS Monaco (depuis 2022)
Le 23 juillet 2022, il rejoint l'AS Monaco pour quatre saisons,.
Makoundou est prêté au club monténégrin du KK Budućnost Podgorica pour la saison 2023-2024. Il réussit une bonne saison et est de nouveau prêté, au Türk Telekomspor, pour la saison 2024-2025.
Il revient à Monaco pour la saison 2025-2026.

### Carrière en équipe de France
Il remporte la médaille de bronze lors de la Coupe du monde  des moins de 19 ans en 2019.
En juin 2022, Makoundou participe, en tant que « partenaire d'entraînement », à la préparation de l'équipe de France pour le championnat d'Europe 2022.

## Palmarès

### Équipe nationale
- Médaille de bronze de la Coupe du monde des moins de 19 ans en 2019.

### Distinction personnelle
- Meilleur espoir de la Ligue des champions de basket-ball en 2021.

### En club
- AS Monaco
  - Champion de France en 2023
  - Vainqueur de la Coupe de France en 2023